# Anarchy in the U.K.
Anarchy in the U.K. est une chanson des Sex Pistols, groupe britannique de punk rock. 
Premier single du groupe, il est publié le 26 novembre 1976 chez EMI. L'année suivante, le titre est présent sur l'album Never Mind the Bollocks, Here's the Sex Pistols.
Anarchy in the U.K. est classée 56e « meilleure chanson de tous les temps » selon le magazine Rolling Stone et est incluse dans la sélection du Rock and Roll Hall of Fame des « 500 chansons qui ont façonné le rock 'n' roll ».

## Information
Cette chanson est la seule des Sex Pistols à être publiée par la maison d'édition EMI. En effet, le label renvoie le groupe à cause de la polémique suscitée par les paroles. Elle atteint la 38e position du UK Singles Chart.

## Liste des morceaux
1. Anarchy in the U.K. – 3:31
2. I Wanna Be Me – 3:12

## Classements et récompenses
- 38e position du UK Singles Chart en 1976.
- 56e « meilleure chanson de tous les temps » selon le magazine Rolling Stone.
- 74e « meilleure chanson britannique de tous les temps » par XFM en 2010.

## Musiciens ayant participé
- Johnny Rotten (John Lydon) – Chant
- Steve Jones – Guitare électrique, chœurs
- Glen Matlock – Guitare basse, chœurs
- Paul Cook – Batterie

## Reprises

### Reprises francophones
- En 1976, Métal Urbain, groupe phare de la scène punk française de la fin des années 1970, en a fait une reprise : « Anarchie en France ».
- Un enregistrement alternatif, appelé "L'Anarchie Pour Le UK", accompagné d'un violon et d'un accordéon, apparemment traduit en français et chanté par un personnage mystérieux appelé Louis Brennon (également appelé Jerzimy dans certaines sources), est apparu l'année 1979 sur l'album The Great Rock 'n' Roll Swindle[2],[3]. Lors d'une interview pour la télé[4], Marcel Azzola révèlera qu'il a été appelé en studio pour enregistrer rapidement ce morceau.
- Le groupe de chanson réaliste Casse-Pipe, à ses débuts vers 1991-1992, la reprend en français sur un arrangement accordéon-voix.
- Le groupe de metal punk français Lofofora reprend cette chanson en français sous le titre Anarchie en Sarkozy.

### Reprises anglophones
Cette section ne s'appuie pas, ou pas assez, sur des sources secondaires ou tertiaires indépendantes du sujet. Le texte peut contenir des analyses inexactes ou inédites de sources primaires.
Pour l'améliorer, ajoutez-en, ou placez des modèles {{Source secondaire souhaitée}} ou {{Source secondaire nécessaire}} sur les passages mal sourcés. (octobre 2022)
- En 1988, cette chanson a été reprise par le groupe de thrash metal américain Megadeth, elle est présente dans leur album So Far, So Good... So What!. Elle contient cependant des paroles légèrement modifiées. Le clip vidéo de la chanson[5] est un montage d'images en direct du groupe, de personnages politiques de dessins animés, animés par Mike Smith, Uli Meyer, Tim Watts, Jonathan Webber, Rob Stevenhagen, Jonathan Hodgson, Roxanne Ducharme et Tracy Shaw de Felix Films, de diverses scènes de violence et d'un homme forcé de regarder ( un peu comme la thérapie d'Alex dans Orange mécanique). Steve Jones a joué le deuxième solo.
- En 1989, le groupe Green Jellÿ a repris la chanson en en faisant une parodie contenant des références à la série Les Pierrafeu.
- Deux ans plus tard, c'est au tour du groupe de heavy metal américain Mötley Crüe de faire une reprise de Anarchy in the U.K. adaptée[6] en critique de la société américaine.